# Mayulestes
Mayulestes är ett släkte av utdöda däggdjur med pungdjursliknande egenskaper. Enligt uppskattningar levde dessa djur för 66 till 62 miljoner år sedan.
Fossil av släktet upptäcktes vid utgrävningsplatsen Tiupampa i Bolivia. Individerna hade en svans som troligen brukades som gripverktyg. Svansen var däremot mindre rörlig än samma kroppsdel hos de nu levande opossumråttorna. På grund av tändernas konstruktion antas att Mayulestes åt ryggradslösa djur. Det är inte uteslutet att de jagade andra små däggdjur. Med en kroppslängd (huvud och bål) av cirka 18 cm och en uppskattad vikt av 200 till 275 g var dessa djur lika stora som en medelstor svartråtta eller en ullpungråtta (Caluromys sp.).
Enligt en teori finns de närmaste kända släktingarna i det likaså utdöda släktet Pucadelphys, men det saknas data för att bekräfta påståendet. I släktnamnet förekommer ordet Mayu som betyder flod och som kommer från ett bolivianskt inkaspråk. Hela släktnamnet betyder "bitsk flodtjuv". Namnet valdes då fossilet blev upptäckt i en flodbädd och då djuret var rovlevande.